# Каналстрой (посёлок)
Посёлок Каналстрой — бывший посёлок, построенный для строительства канала имени Москвы, в дальнейшем включённый в черту города Дмитрова (Московской области) в качестве промзоны.  Сейчас является частью Северной промышленной зоны города.
На территории бывшего посёлка располагается одноимённая железнодорожная станция Савёловской железной дороги. Возле станции сохранился частный сектор времён создания посёлка.
Центром бывшего посёлка является дорожная развилка. Профессиональная улица Дмитрова в промзоне разделяется на Дубненскую улицу, переходящую в Дмитровское шоссе по направлению Запрудни и Дубны, на Промышленную улицу по направлению села Орудьево и на Промышленный переулок, выходящий на деревню Тендиково. 
У дорожной развилки располагается автобусная остановка «Каналстрой», ранее являющейся конечной для 38-го автобусного маршрута.

## Расположение
На северо-востоке начинается возвышенность Клинско-Дмитровской гряды. Восточная часть изрезана оврагами, образованных стекающими со склонов ручьями. С запада промзона ограничена болотом  Верхневолжской низменности, начинающейся по  Яхромской пойме.
В пойме реки Яхромы ранее располагалось Татищевское болото площадью 655 гектаров, глубиной 4,3 метра и объёмом торфа около 388,5 тыс. м³. Также было небольшое, но глубокое Татищевское озеро: глубина 20—21 метров. Сейчас это Татищевское расширение канала имени Москвы. Однако интенсивная разработка торфа для топлива и строительство канала имени Москвы в 1932—1937 годах изменили ландшафт.
Под каналом проходит дюкер протоки Старая Яхрома, по которому вода правых притоков реки сливается с новым руслом Яхромы уже по другой стороне канала.
На севере посёлок граничит с деревней Татищево на северо-востоке с деревней Тендиково, на юго-востоке с селом и микрорайоном Подчёрково.
На западе через канал располагаются: посёлок фабрики 1 мая и садоводческие товарищества. 

## История возникновения. Посёлок Каналстрой
На территории будущего посёлка в 1627—1629 годах упоминается пустошь Борисово, что ранее было сельцо. Сельцо относится то к Татищевской, то к Пересветовской вотчине (находилось между ними). Вероятно, сельцо исчезло в ходе польско-литовского нашествия.
Помимо сельского хозяйство в прилегающих поселениях до революции 1917 года было развито производство сукна. Суконная фабрика на реке Яхроме, располагалась в деревне Луговой. Также в селениях располагались мишурные станы, на которых изготавливались: позумент, бахрома.

### Строительство канала имени Москвы

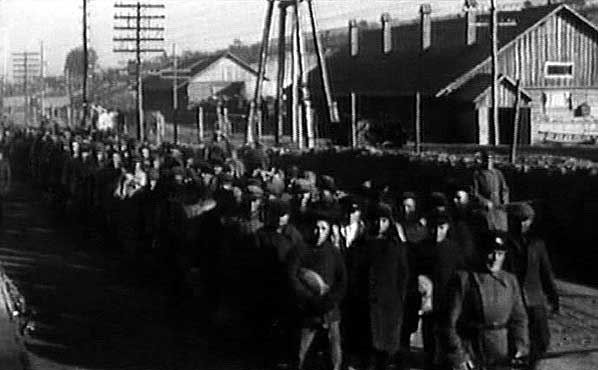
Заключённые на строительстве канала

Станция Каналстрой была сформирована как железнодорожный узел Савёловской железной дороги во время строительства канала имени Москвы в 1932—1937 годах. 
Отсюда перераспределялись ресурсы по железной дороге для строительства.
В 1932 году для строительства канала имени Москвы возникает участок работ Дмитлага рядом с местом планируемых работ. Главное управление находилось в Дмитрове. Бараки для заключённых, строивших канал, располагались рядом. Было несколько домов для управляющих работами. 
В 1940 году после завершения строительства канала и расформирования последнего отделения Дмитлага (ИТЛ Дмитровского механического завода закрыли в 1940 году), станцию оформили как грузовую и передали на баланс Наркома путей сообщения СССР. Название станция получила в честь строительства канала имени Москвы.
Центр грузовой станции и дома возле неё сформировали центр посёлка. Участок с домами работников сохранился и носит название улицы Каналстрой. Сейчас это часть технических зданий железнодорожной станции и частные дома. Часть частных домов располагается также и на улице Дубненской.
Частные дома микрорайона соседствуют с техническими зданиями железнодорожной станцией, ранее бывшей только грузовой (в 1961 году электрификация и открытие пассажирского движения). 
От станции были подведены железнодорожные ветки для Дмитровского завода фрезерных станков, Дмитровского экскаваторного завода и других промышленных предприятий города.

### Вхождение в состав Дмитрова. Северная промзона
Размещение в посёлке базы Автоколонны № 1784, которая берёт своё начало с 1947 года.
8 августа 1959 года согласно решению № 955 Мособлисполкома в границы города Дмитрова входит территория нефтебазы и автобазы. 5 ноября 1959 года согласно решению № 1930 Мособлисполкома посёлок Каналстрой выделяется из Орудьевского сельсовета в черту города Дмитрова.
В 1961 году электрификация станции «Каналстрой», открытие пассажирского движения (электрички). Закрытие железнодорожной станции в Татищево.
В 1966 году на месте цеха Института Центроэлектротеплоизоляции (ЦЭТИ) строительство Дмитровского завода теплоизоляционных перлитовых изделий. Работы осуществляло Строительное управление Конаковской ГРЭС. Основной продукцией завода были: теплоизоляционные перлитовые изделия (ТПИ) и другие теплоизоляционные материалы. Завод стал первым в новой отрасли промышленности. Автобусная остановка «Завод ТПИ».
Также из Орудьевского сельсовета в Дмитров выделяется после 1969 года посёлок Теплоизоляционных изделий.
На севере Дмитрова идёт формирование промышленной зоны города. В черту города выделяется часть Орудьевской дороги, которая получает название Промышленной улицы.   
Расширяется и формируется новая инфраструктура для старых и новых предприятий. В состав Северной промзоны входят посёлок Каналстрой и посёлок Теплоизоляционных изделий.
Идёт активное разделение промзоны и жилого фонда. 
Жилой фонд остаётся в виде частного сектора деревни Тендиково и села Подчёрково на юго-востоке и небольшой улицы Каналстрой на западе за железной дорогой. 
В начале 1970-х годов создание на основе посёлков крупной промышленной зоны на севере города с подведёнными железнодорожными путями и другой инфраструктурой, где разместились современные предприятия (улица Промышленная). В 1972 году строительство Дмитровского опытного завода алюминиевой консервной ленты, на котором впервые в стране была получена алюминиевая лента для пищевой промышленности.
Северная промзона разделена на 2 части. Заложенная изначально (бывший посёлок Каналстрой) складско-логистическая и транспортная часть промзоны на западе (улица Дубненская). Восточная часть промзоны (улица Промышленная), построенная позже, представляет собой производственную часть (бывший посёлок Теплоизоляционных изделий).

### Новейшая история
В 1995—1998 годах был построен 2-полосный автомобильный мост через канал имени Москвы (Татищевский мост), обеспечивший объезд города Дмитрова с севера и давший возможность бестранзитного следования автотранспорта к западу от города. В 2010—2015 годах мост был расширен на ещё 2 полосы. Мост соединил земли, в своё время разделённые каналом.
В 2014 году был завершён объездной участок дороги от Татищевского (северного) моста через канал в восточном направлении на Московское большое кольцо (неофициально «Бетонка-2») мимо Дмитрова с выездом в районе деревни Поддубки. Участок дороги разгрузил Дубнинскую и Профессиональную улицы, Ковригинское шоссе Дмитрова.

## Учреждения и организации
- Железнодорожная станция Каналстрой
- Нефтебаза Дмитровская
- Автоколонна № 1784
- 1-й Спецполк Северный ДПС ГИБДД ГУВД МО, 2-й спецбатальон
- Дмитровский таможенный пост Московской областной таможни

## Улицы Каналстроя
- Каналстрой
- Дубненская
- Профессиональная (бывшая Кашинская)
- Промышленная
- Промышленный переулок